# Woe, Is Me
Woe, Is Me — американський металкор-гурт з Атланти, штат Джорджія. Створений у 2009 році, гурт підписав контракт з Rise Records та з її дочірньою компанією Velocity Records. Їхній дебютний альбом Number[s] був випущено 31 серпня 2010 року. У гурті відбулося багато змін у складу і конфліктів, після чого єдиним оригінальним учасником залишився гітарист Кевін Генсон. Гурт розпався у вересні 2013 року.

## Історія гурту
Гурт був заснований у 2009 році. Гурт став відомим ще до першого свого концертного виступу, всього пару тижнів андеграундної сцени — і хлопці стали знамениті не тільки у своєму місті.
Їх дебютний альбом Number[s] був записаний у Rise Records в травні-червні 2010 року, і на прилавках магазинів з'явився 31 серпня.
Гітарист Тім Шеррілл покинув гурт, щоб зайнятися «іншими музичними речами». Його місце зайняв Джек Ленгделл.
28 серпня 2011 було підтверджено, що Тайлер Картер покидає Woe, Is Me. Він заявив, що покидає гурт не через проблеми всередині гурт, але залишає тому, що він перестав відчувати ту пристрасть і енергію, яку відчував колись, граючи в ній.
18 вересня 2013 гурт оголошує про свій розпад.

## Дискографія
Студійні альбоми
- Number[s] (2010)
- Genesi[s] (2012)

Міні-альбоми
- American Dream (2013)